# Mesocco
Mesocco (rätoromanisch Mesauc, deutsch auch Misox) ist eine politische Gemeinde im Schweizer Kanton Graubünden. Sie gehört zur Region Moesa.

## Geographie

Historisches Luftbild von Werner Friedli von 1953

Pian San Giacomo, historisches Luftbild von Werner Friedli (1953)

Zur Gemeinde Mesocco gehören die nördlich gelegenen Orte Pian San Giacomo (1170 m ü. M.) und San Bernardino (1626 m ü. M.). Südlich des Dorfes dominiert das auf einem Felssporn gelegene Castello di Mesocco das Tal. Unterhalb der Ruine steht die wegen ihrer kunsthistorisch wertvollen Monatsbilder bedeutende Kirche Santa Maria del Castello.
Das Gemeindegebiet erstreckt sich hinauf bis zum Tambohorn (3279 m ü. M.) auf dem Alpenhauptkamm, der hier die Grenze nach Italien markiert. Nachbargemeinden sind Rossa, Soazza, Rheinwald sowie Madesimo, Campodolcino und San Giacomo Filippo in Italien.

## Geschichte
Während der Jungsteinzeit (4500 vor Christus) war Mesocco Tec-Nev schon bewohnt. Mesolithische Werkzeuge aus Silex und Keramik wurden bei einer neolithischen Feuerstelle gefunden, als die Autobahn A13 erbaut wurde. Festere Siedlungen gehen auf die Bronzezeit und die vorrömische Eisenzeit zurück. Im Dorf wurde eine beachtliche Nekropole aus der ersten Eisenzeit ausgegraben. Auf dem Hügel Gorda befand sich eine römische Siedlung und Gräber aus dem frühen Mittelalter. Der Ort wurde erstmals im 9. Jahrhundert im Churrätischen Reichsgutsurbar erwähnt. 1203 findet er sich als Mesoco und 1383 als Misogg, was sich in deutsch Misox und romanisch Mesauc spiegelt.
Noch heute gut sichtbar sind die Ruinen des Castello di Mesocco, das von etwa 1100 bis 1480 den Freiherren von Sax und 1480 bis 1549 den Trivulzio, den damaligen Herren des Misox, als Herrschaftssitz diente. 1219 wird die Kirche S. Maria mit ihren wertvollen Fresken von 1450 aus der Werkstatt der Seregnesi unterhalb der Burg erwähnt. Die Pfarrkirche SS. Pietro e Paolo wird ebenfalls 1219 bezeugt, sie wurde im 17. Jahrhundert verändert und 1959 renoviert.
Mesocco war das nördlichste der vier Felder (italienisch: Squadre) des Hochgerichts Misox und in die vier Degagne Crimeo, Cebbia, Andergia und Darba unterteilt, die jeweils von einem Konsul geführt wurden. 1480 traten Mesocco und Soazza aus freien Stücken dem Grauen Bund bei. Seit 1538 ist die Kirche S. Rocco mit angegliedertem Hospiz belegt, und seit 1668 wirken und leben hier Kapuziner. Die bekanntesten der zahlreichen Kapellen sind die 1419 erstmals erwähnte Kapelle San Giacomo sowie San Giuseppe in Andergia, die den Evangelischen während der Reformation als Versammlungsort diente, und San Giovanni Nepomuceno in Cebbia, die 1978 durch eine Überschwemmung zerstört und dann wieder aufgebaut wurde.
1549 kam der aus Locarno geflüchtete Reformator Giovanni Beccaria ins Misox nach Roveredo und Mesocco, wo er als evangelischer Lehrer und Prediger tätig war. 1555 ging er mit den evangelischen Flüchtlingen Locarnos ins Exil nach Zürich. 1559 kehrte er nach Mesocco zurück und nahm seine Lehr- und Predigertätigkeit im Tal wieder auf, um den entstandenen evangelischen Gemeinden zu dienen. 1561 wurde er aufgrund katholischer Interventionen im Rahmen der Gegenreformation von Mesocco verbannt und flüchtete ins tolerantere Chiavenna und 1571 nach Bondo, wo er als reformierter Pfarrer tätig war.
Zahlreiche Patrizierhäuser stammen aus dem 19. Jahrhundert, teilweise auch von früher. Nach dem Zweiten Weltkrieg wurden die Wasserkraftwerke Isola und Spina, in den Sechzigerjahren die Autobahn A13 erbaut, 1967 der San-Bernardino-Tunnel eingeweiht und die touristische Infrastruktur in San Bernardino aufgebaut, so dass das Misox und die Gemeinde Mesocco einen wirtschaftlichen Aufschwung erleben konnten. Trotzdem haben Ackerbau und Viehzucht Bedeutung behalten, einige Alpweiden werden weiterhin mit Rindern, Ziegen, Schafen und Schweinen bestossen.
In Cebbia wurde am 7. August 1978 die Dorfkirche San Giovanni Nepomuceno durch ein gewaltiges Hochwasser der Moesa zerstört. Der gleichzeitige Erdrutsch von Orsora erreichte die Autostrasse A13, so dass Schlamm und Schutt den Tunnel blockierten, der direkt unter der Pfarrkirche hindurchführt.

## Bevölkerung
| Jahr      | 1701 | 1773 | 1802 | 1850 | 1900 | 1950 | 2000 | 2010 | 2020 |
| Einwohner | 1013 | 921  | 862  | 1182 | 1173 | 1150 | 1201 | 1225 | 1323 |

## Verkehr
Der seit 1907 bestehende Betrieb der Bahnstrecke Bellinzona–Mesocco wurde 1972 eingestellt, seither gewährleisten Postautos von Bellinzona, Roveredo GR, San Bernardino GR und Thusis den öffentlichen Verkehr. Die Hauptstrasse 13 führt durch Mesocco hindurch, die Autobahn A13 dagegen westlich an Mesocco vorbei.

## Kultur
- Fondazione Archivio a Marca[11]

## Sehenswürdigkeiten
- alte Kaserne Trivulzio-a Marca, um 1500[12]
- Cascellabrücke und Naninbrücke der A 13 von Christian Menn
- Brücke Purlingheni im Ortsteil Benabbia[12]
- Kirche Santa Maria del Castello aus dem 12. Jahrhundert[12][13]
- Castello di Mesocco aus dem 11. Jahrhundert
- mehrere Schalensteine[14]

## Sport
- Football Club Alta Moesa[15]

## Bilder

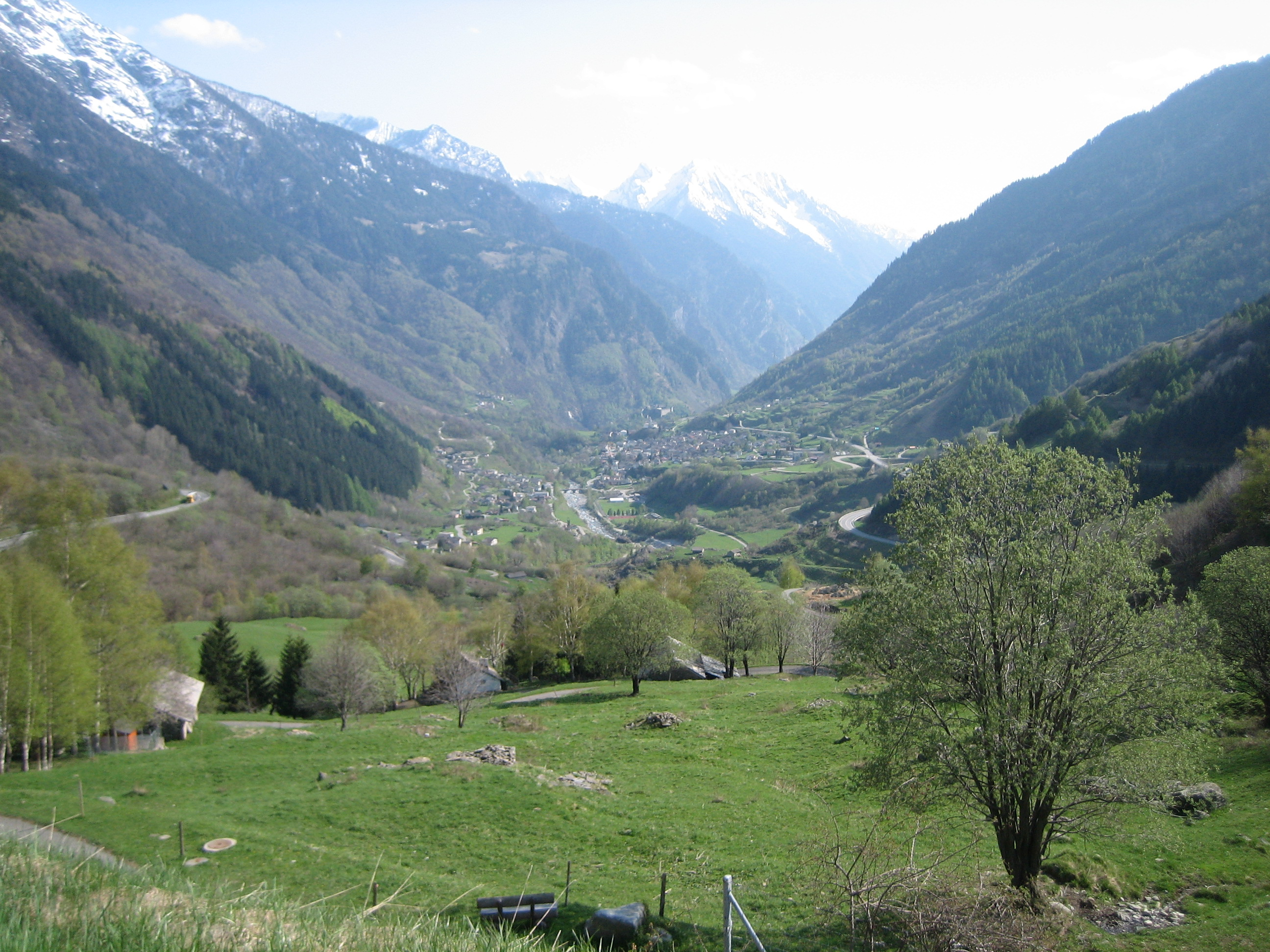
Mesocco
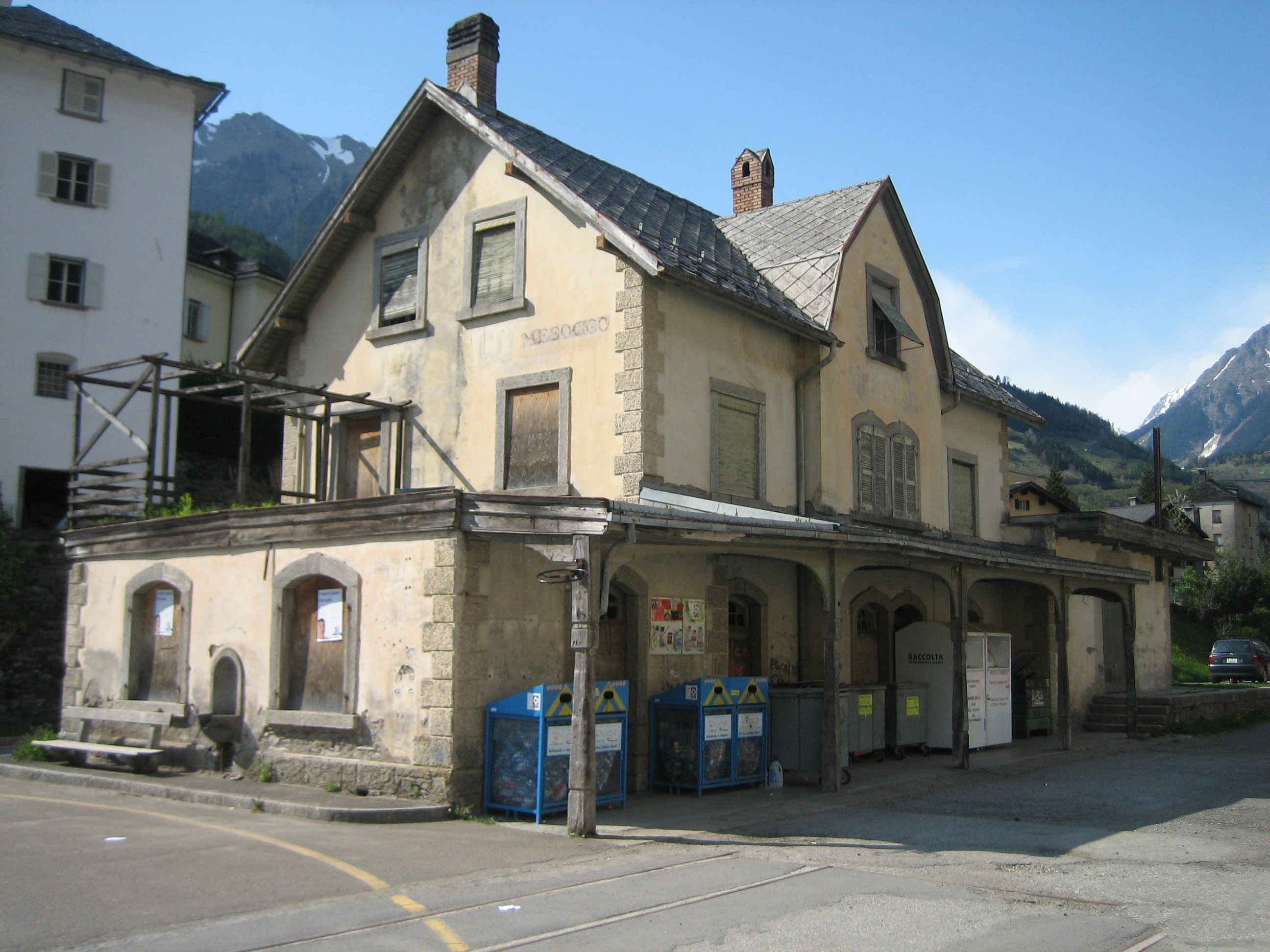
Der ehemalige Bahnhof von Mesocco
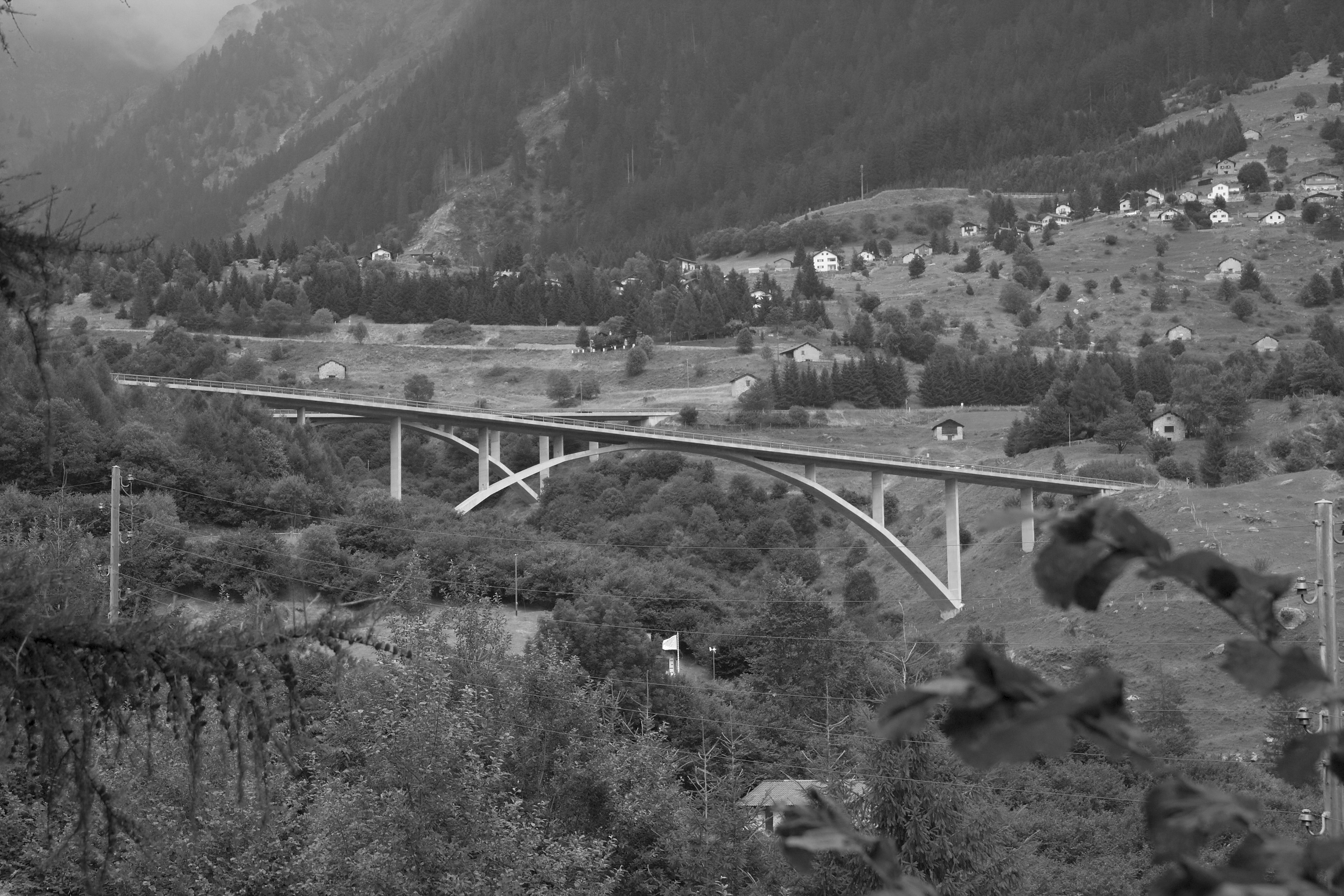
Die bekannten Autobahnbrücken von Christian Menn
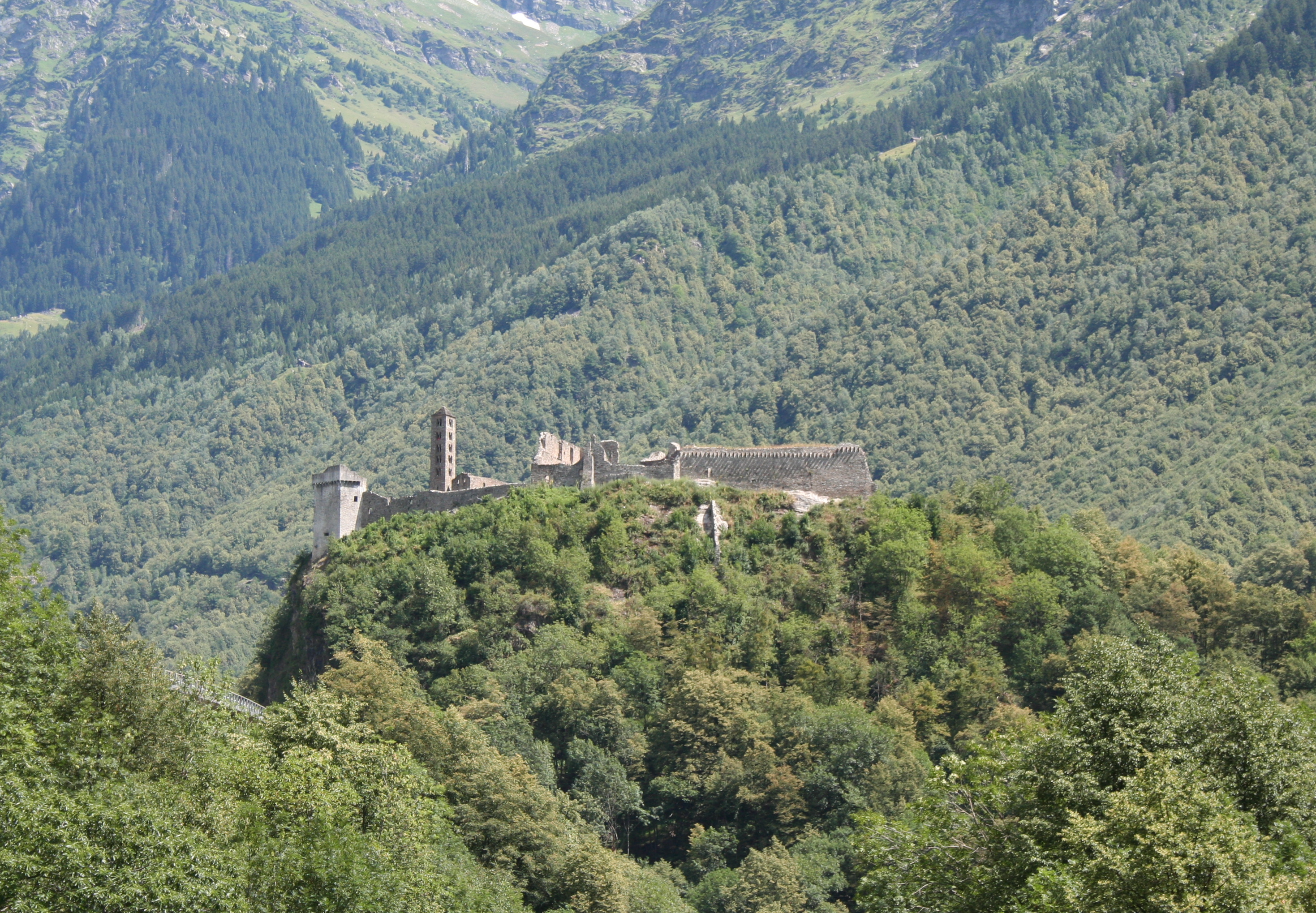
Castello di Mesocco, Ansicht von Süden